# إدوارد براون (لاعب كريكت)
إدوارد براون (1837 في المملكة المتحدة - 1900) (بالإنجليزية: Edward Brown)‏ هو لاعب كريكت أسترالي.

## وصلات خارجية
- إدوارد براون (لاعب كريكت) على موقع إي آس بي آن كريك إنفو (الإنجليزية)